# 白井河原之戰
白井河原之戰是元龜2年（1571年）8月28日時，池田家臣荒木村重為擴大勢力，跟將軍足利義昭麾下和田惟政之間爆發的激戰，結果和田惟政戰死，荒木村重戰勝。

## 背景
元龜元年（1570年）6月時，池田城主池田勝正與同族不和，逼迫池田豐後守、池田周防守後逃出池田城，後與三好義繼相伴上洛參見將軍足利義昭，而池田城內部則與三好三人眾相通，甚至傳出三好長逸跟岩成友通伺機入城的風聲，而池田家臣荒木村重與中川清秀商議後，伺機扶立池田知正擔任城主，掌握了池田家的大權。
足利家臣和田惟政在元龜2年（1571年）6月攻打吹田城，城主吹田某戰敗逃亡，城兵陣亡57人。松永久秀跟三好三人眾、三好義繼也試圖聯手出兵攝津進攻和田惟政，所幸細川藤孝與三淵藤英聞訊後領兵來救，三好三人眾與三好義繼隨即撤軍。
8月2日時足利家臣細川藤孝出兵攻打池田城，在城池周邊放火後歸陣，也新築原田城讓池田勝正進入監視池田城。

## 戰況
元龜2年（1571年），池田知正、荒木村重、中川清秀在8月28日時率領2500池田軍逼近郡山北方的馬塚，擺出姿態準備進攻和田家臣郡山城主郡正信，因此高槻城城主高山友照和田惟政聯合茨木城主茨木重朝也領兵1千多人出陣向西至耳原古墳的糠塚（幣久良山），足利義昭也派遣新降的長井道利前往助戰，長井道利建議和田惟政據城防守，待池田軍自亂陣腳，但郡正信卻主張進攻，和田惟政採納郡正信意見後，郡正信與十河杭之介領兵帶百挺火绳枪發動攻勢，結果遭到中川清秀安排的伏軍突擊，和田軍戰敗，和田惟政遭到中川清秀討取。
混戰中茨木重朝遭到荒木村重殺死，郡正信被山脇源太夫討取、十河杭之介被下村市之允討取，和田軍武將陣亡66人，和田軍士兵損失300人，足利家臣三淵藤英為防備池田軍後續攻擊，趁夜進入高槻城，受足利義昭命令支援和田惟政軍隊的長井道利也在混戰中被荒木家臣三田傳助殺死，但荒木村重率領的池田軍也損傷不小。
戰後，荒木村重領軍攻陷茨木城、郡山城，進而包圍和田家高山友照、右近父子防備的高槻城，因此織田信長先在9月9日讓家臣佐久間信盛前往高槻城進行調停事宜，隨後又在9月24日派遣明智光秀率領千餘人進往高槻城，25日時足利家臣一色藤長等也率領1千多人支援，雙方才休兵罷戰，中川清秀因此戰功勞成為茨木城主。

## 年份爭議
白井河原之戰的發生年份一直頗有疑慮，諸如《年代記抄節》、《多聞院日記》、《言繼卿記》、《尋憲記》、《寬永諸家系圖傳》、《美濃國諸家系譜》等書皆紀錄此戰發生在元龜2年（1571年），而《寬永諸家系圖傳》、《中川家譜覺書》亦有此戰發生在元龜3年（1572年）的說法，至於《寬政重修諸家譜》《諸家系圖篡》、《池田氏家譜集成》、《常山記談》、《續本朝通鑑》、《續日本史》、《陰德太平記》等書，則認為此戰發生在天正元年（1573年），荒木村重更是在織田信長授意下攻打將軍足利義昭的家臣和田惟政。
但收錄此戰發生在天正元年的書籍，多屬於二手史料，反觀《多聞院日記》等書則為一級史料，因此現下採信此戰發生在元龜2年的說法。